# Vinateros
Vinateros es un barrio del distrito de Moratalaz, en Madrid. Limita al norte con el barrio de Marroquina, al sur con Fontarrón y al este con Pavones. Tiene la forma trapezoidal delimitado por la avenida de Moratalaz, la Hacienda de Pavones, Fuente Carrantona y Pico de Artilleros-Luis de Hoyos Sanz.

## Transportes

### Autobús
Dentro de la red de la Empresa Municipal de Transportes de Madrid, las siguientes líneas prestan servicio a este barrio:
| Línea | Terminales                         |
| ----- | ---------------------------------- |
| 20    | Sol/Sevilla – Pavones              |
| 30    | Felipe II – Pavones                |
| 32    | Jacinto Benavente – Pavones        |
| 71    | Manuel Becerra – Puerta de Arganda |
| 100   | Moratalaz – Valderrivas            |

### Metro
- Estación de Artilleros (Línea 9).